# Televisión Universitaria UAGRM
Televisión Universitaria, conocida también como TVU, es una estación de televisión abierta boliviana, lanzado el 1 de marzo de 1973 por la Universidad Autónoma Gabriel René Moreno. Emite por el canal 11 VHF de la ciudad de Santa Cruz de la Sierra.

## Historia
El Centro de Televisión de la Universidad Autónoma Gabriel Rene Moreno inició sus emisiones experimentales el 1 de marzo de 1973 y estaban ubicadas en la avenida Ejército Nacional esquina Soliz de Olguín, donde actualmente funciona la facultad politécnica. Sus emisiones estaban reducidas a tres días a la semana con un transmisor de fabricación casera de 5 W por el canal 8 de la banda VHF. Fue la primera estación de televisión abierta en Santa Cruz de la Sierra. Tras el lanzamiento del canal, la Universidad Autónoma Gabriel René Moreno creó un centro de televisión el 16 de marzo de 1974 con el objetivo de administrar el canal. Esta decisión era parte de un plan mayor impulsado por el Consejo Nacional de Educación Superior para lanzar una cadena de televisión. La creación del Centro de TV Universitaria de Santa Cruz tuvo respaldo legal universitario y aprobación gubernamental para emitir por televisión abierta. A fines de 1978, inició sus transmisiones a color. Además, en ese mismo año, se trasladó al canal 11 de la banda VHF. En octubre de 1986, canal 11 adquirió un potente transmisor de 10 kW, con un radio de acción de 120 kilómetros gracias a una donación del Gobierno japonés.
La emisora forma parte de la Red Universitaria de Información (RUBI), junto a otras estaciones de televisión universitarias del país, aunque estas reciban poca audiencia.

## Producción

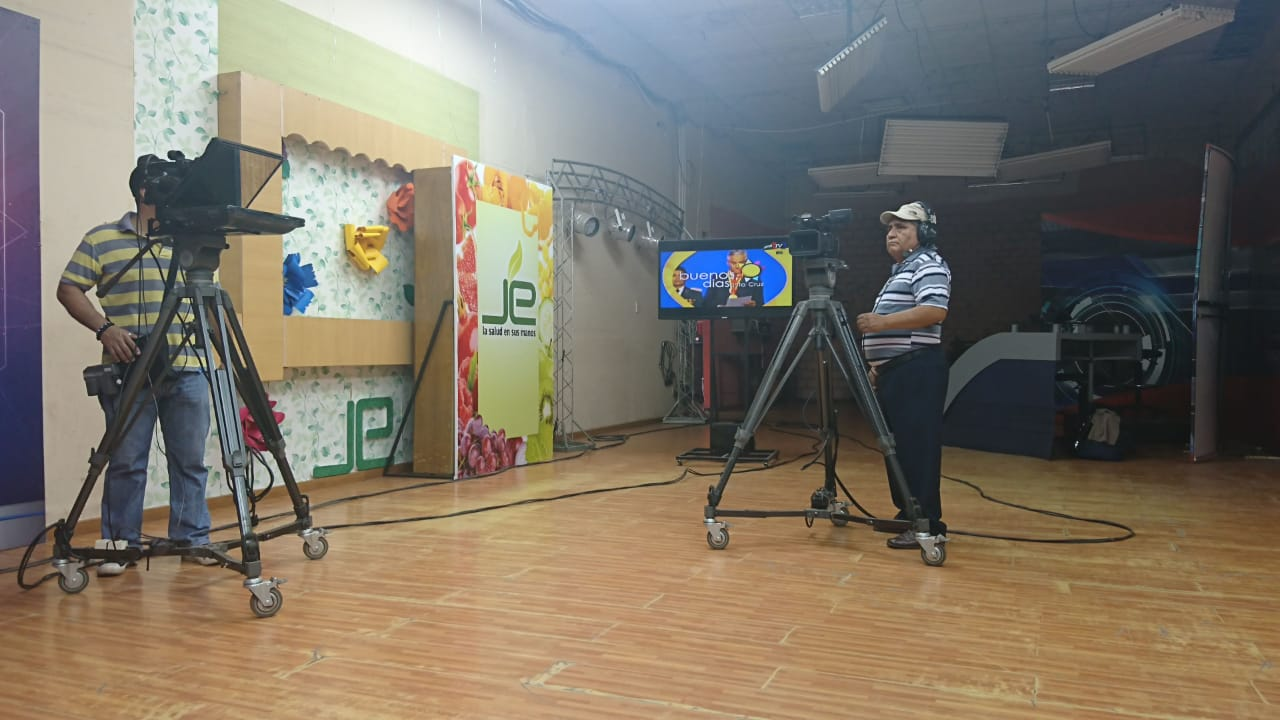
Estudio de grabación durante el programa Buenos días Santa Cruz.

Televisión Universitaria de Santa Cruz cuenta con un equipo de prensa que produce el informativo central y noticias universitarias. La programación del canal es de índole generalista, con programas de enfoque deportivos, culturales, educativos y de entretenimiento (la mayoría son de Safipro y Programas extranjeros).

## Red RUBI:Red Universitaria de información

### Canales de Televisión que conforman la Red de Televisión Universitaria (RED RUBI)
La Paz – Canal 13 Televisión Universitaria                     
Oruro – Canal 13 Televisión Universitaria 
Potosí – Canal 9 Tele Educativa                           
Llallagua – Siglo XX Sistema de Radio y Televisión Universitaria 
Sucre – Canal 13 Televisión Universitaria  
Tarija – Canal 9 Televisión Universitaria 
Cochabamba – Canal 11  Televisión Universitaria 
Beni – Canal 11 Televisión Universitaria 
Santa Cruz – Canal 13  Televisión Universitaria